# Tweede Kamerverkiezingen 2003/Kandidatenlijst/Leefbaar Nederland
De kandidatenlijst voor de Tweede Kamerverkiezingen 2003 van de Leefbaar Nederland was als volgt:

## De lijst
- schuin: voorkeurdrempel overschreden

1. Haitske van de Linde - 33.545 stemmen
2. Dick Jense - 1.185
3. Rob Koop - 811
4. Presley Bergen - 293
5. Gosse Bootsma - 296
6. Bert Snel - 245
7. Tim Weijers - 561
8. George Reep - 228
9. Rick Manssen - 117
10. Han Bruin - 121
11. Caspar Pompe - 84
12. Piet Hermus - 149
13. Lèance van Rees - 139
14. Eric Oosterom - 161
15. Leen IJdo - 102
16. Bas Pastoor - 75
17. Fred Roerig - 135
18. George Lubben - 42
19. Nick Raat - 54
20. John Jansen - 48
21. Jan van der Biezen - 63
22. Tarek Al-Chalabi - 71
23. Dimp Nelemans - 369

CDA · LPF · VVD · PvdA · GroenLinks · SP · D66 · ChristenUnie · SGP · Leefbaar Nederland · DeConservatieven.nl · NCPN · Duurzaam Nederland · PvdT · Partij voor de Dieren · Lijst 16 · Vooruitstrevende Integratie Partij · AVD · Lijst Veldhoen
2002 · 2003